# Gustavo Ribeiro Neves
Gustavo Ribeiro Neves, noto come Gustavinho (Goiânia, 23 aprile 2004), è un calciatore brasiliano, attaccante del RB Bragantino.

## Carriera
Nato a Goiânia, Gustavinho è entrato a far parte del Red Bull Bragantino nel 2021, proveniente da Goiás Esporte Clube. Promosso dall'allenatore Pedro Caixinha per la stagione 2023, ha esordito in prima squadra il 18 gennaio dello stesso anno, sostituendo Sorriso a fine primo tempo della partita pareggiata 1–1 contro il São Bernardo nel Campionato Paulista.
Il 3 marzo 2023 ha rinnovato il proprio contratto fino al 2027. Ha segnato il suo primo gol da professionista due giorni dopo, nella vittoria esterna per 3-0 sul São Bento.

## Statistiche

### Presenze e reti nei club
Statistiche aggiornate al 23 maggio 2022.
| Stagione        | Squadra         | Campionato      | Campionato | Campionato | Coppe nazionali | Coppe nazionali | Coppe nazionali | Coppe continentali | Coppe continentali | Coppe continentali | Altre coppe | Altre coppe | Altre coppe | Totale | Totale | Totale |
| Stagione        | Squadra         | Comp            | Pres       | Reti       | Comp            | Pres            | Reti            | Comp               | Pres               | Reti               | Comp        | Pres        | Reti        | Pres   | Reti   |        |
| --------------- | --------------- | --------------- | ---------- | ---------- | --------------- | --------------- | --------------- | ------------------ | ------------------ | ------------------ | ----------- | ----------- | ----------- | ------ | ------ | ------ |
| 2023            | RB Bragantino   | A1/SP+A         | 12+3       | 1+0        | CB              | 2               | 0               | CS                 | 3                  | 2                  |             | -           | -           | 20     | 3      |        |
| Totale carriera | Totale carriera | Totale carriera | 15         | 1          |                 | 2               | 0               |                    | 3                  | 2                  |             | -           | -           | 20     | 3      |        |